# マックスウェルズ・シルヴァー・ハンマー
「マックスウェルズ・シルヴァー・ハンマー」（Maxwell's Silver Hammer）は、ビートルズの楽曲である。1969年9月に発売された11作目のイギリス盤公式オリジナル・アルバム『アビイ・ロード』に収録された。レノン＝マッカートニー名義となっているが、ポール・マッカートニーによって書かれた楽曲。マッカートニーの演奏によるモーグ・シンセサイザーの軽快な音と金槌の音が特徴だが、歌詞の内容はその軽快な曲調に反して、マックスウェル・エディスンという医学生がジョウンという変わった女の子を映画を見に行こうと誘っておいて銀の金槌で撲殺するという所からはじまり、自分が授業を妨害したことを咎めた女性教授と、自分の事件の裁判長も撲殺するという、ビートルズとしては非常に珍しい物騒なもの。歌詞についてマッカートニーは、「人生の落とし穴を象徴する楽曲」と語っている。
本作は、1969年1月より行われたゲット・バック・セッションで1回目のリハーサルが行われ、同年7月から8月にかけてレコーディングが行われた。幾度となくレコーディングを重ねたことにより、ビートルズの他3人はこの楽曲について良く思っておらず、リンゴ・スターは「最悪なセッションだった」と後に語っている。

## 背景
1966年1月10日の夜、マッカートニーは車でリヴァプールへ向かう中で、BBCラジオの『ラジオ・タイムズ』を視聴し、アルフレッド・ジャリ作の演劇『寝取られユビュ』に興味を示した。この演劇についてマッカートニーは、「これまで生きてきたなかで、最も面白いラジオ演劇だった。僕にとってはあの時代を代表する重大な出来事のひとつ」と語っている。その後、同じくジャリ作の戯曲『ユビュ王』を感激したマッカートニーは、前衛的な演劇に関心を持った。リンダ・マッカートニーは本作に登場する「パタフィジック」はこの戯曲に着想を得ていると述べている。
1968年初頭、ビートルズのメンバーはインドのリシケーシュを訪れ、マハリシ・マヘーシュ・ヨーギーの瞑想修行に参加。この期間において、『ザ・ビートルズ』に収録された一部の楽曲を含む多数の楽曲の歌詞が書かれ、その中には本作の歌詞も含まれており、本作の冒頭から「Let me take you out the pictures, Jo-o-o-oan（映画に連れて行ってあげるよ。ジョーオーオーウン）」までのくだりが、マッカートニーのノートに記されていた。しかし、同年に行われた『ザ・ビートルズ』のセッション時は、時間の制約により本作は取り扱われなかった。翌年1月にゲット・バック・セッションの一環でトゥイッケナム・フィルム・スタジオで行われたリハーサルで初めて取り上げられた。このリハーサル時には、コーラスの歌詞が加えられ、ヴァースにも歌詞が加えられていた。その後3日にわたってアレンジの作業が行われた。
マッカートニーは、本作の主人公となるマックスウェル・エジソンの人物像について「とてつもなく学究肌の男で、ストライプのネクタイにブレザーを着たお堅いタイプ」「戯曲を書くのと同じで、その人物について知らなくても、こっちで勝手に作ってしまえばいい」と語っている。

## レコーディング
「マックスウェルズ・シルヴァー・ハンマー」のレコーディングは、1969年7月9日にEMIレコーディング・スタジオで開始された。レコーディング当時、ジョン・レノンは自動車事故で負傷していたため不参加となっており、レノンによれば「僕が事故で伏せっているあいだに、他のメンバーはあの曲をほぼやり終えていた」とのこと。
同日にベーシック・トラックが録音され、トラック1にジョージ・ハリスンのベース、トラック2にリンゴ・スターのドラム、トラック3にマッカートニーのピアノとボーカルが収録された。同日のレコーディングで初めて完奏したのはテイク5だったが、この時点では3番のヴァースの歌詞が未完成であった。その後、テイク12ではハリー・ニルソンを彷彿させるスキャットがフィーチャーされた。
最終テイクとなったテイク21が採用され、ギターのパートが加えられ、マッカートニーのリード・ボーカルは、3番のヴァースのみ歌詞が完成した後にオーバー・ダビングされた。トラック6にコーラス部分で金床を金槌で叩く音とマッカートニーのアコースティック・ギターとコーラス部分のボーカル、追加のピアノのアルペッジョ、ハーモニー、マッカートニーとハリスンのバッキング・ボーカル、トラック7にオルガン、トラック8にリード・ボーカルが録音された。なお、楽曲の最後に入っている「Silver hammer man（銀のハンマーの男）」というコーラスは、トラック6に高音部、トラック7に低音部、2つを組み合わせたものがトラック8に収録された。
7月10日にステレオ・ミックスが13種類作成されたが、後に楽器を加えることになったため破棄することとなった。なお、1月のリハーサル時はロード・マネージャーのマル・エヴァンズが金床を叩いていたが、7月のレコーディング時は休暇中であったため不参加となっている。
8月6日にテイク21の8トラックのリダクション・ミックスを作成し、トラック6の要素がトラック7に録音された要素とひとまとめにされた。その後、テイク27のトラック4から6にマッカートニーが3種類のモーグ・シンセサイザーのフレーズをオーバー・ダビングした。当時エンジニアとして携わっていたアラン・パーソンズは、「この曲でのポールは、リボン・コントローラーを駆使して、あたかもヴァイオリンのように演奏していた。そのためにはいちいち音を探る必要があったんだけど、それが出来たのはポールの音楽的な才能の賜物だ」と語っている。
なお、1月のリハーサルに多く時間を取られたことが関係したこともあってか、マッカートニー以外の3人は本作に対して否定的に見ている。レノンは「嫌いな曲。覚えているのはレコーディングのことだけ。ポールは僕たちに100万回も演奏させた。ポールはこの曲をシングルとして発表しようと、できる限りのことを尽くしたけど、結局ダメだった。もともと無理な話だったんだ」と、1980年の『プレイボーイ』誌のインタビューで語っている。ハリスンは「この曲にはかなり時間を費やした」と語り、スターも『ローリング・ストーン』誌で、「最悪なセッションだった」「何週間も延々と続いて、気がくるってしまうかと思った」と語っている。

## 評価
『Oz』誌で作家のバリー・マイルズは、「ポールがアメリカン・ロックとイギリスのブラス・バンドの音楽を組み合わせた完璧な楽曲」と評している。
『サンデー・タイムズ』紙のデレク・ジュエルは、アルバム『アビイ・ロード』について肯定的な評価をする一方、本作とスター作の「オクトパス・ガーデン」の2作が収録されていることを欠点とし、音楽評論家のロバート・クリストガウは「マッカートニーの気まぐれ」と評価した。また、音楽評論家のイアン・マクドナルドは、幾度となくマッカートニーがレコーディングを重ねたことにより、メンバーに不満が募ったという観点から「ビートルズの解散の原因の一つ」としている。
レノンは「ポールのおばあちゃんソング」と評している。本作はシュールレアリスム的な要素を持っており、1969年にハリスンは「嫌いな人もいれば、大好きな人もいる。『マックスウェルズ・シルヴァー・ハンマー』は、すぐに覚えて口笛で吹ける曲のひとつだ。楽しい曲ではあるけど、少々悪趣味なところもある。なぜならマックスウェルは次々と人を殺し続けるからね」と語っている。

## クレジット
※出典。
- ポール・マッカートニー - リード・ボーカル、バッキング・ボーカル、ピアノ、エレクトリック・ギター、モーグ・シンセサイザー
- ジョージ・ハリスン - バッキング・ボーカル、アコースティック・ギター、リードギター、6弦ベース
- リンゴ・スター - バッキング・ボーカル[注釈 7]、ドラム、金槌と鉄床[注釈 8]
- ジョージ・マーティン - ハモンドオルガン[注釈 9]

## カバー・バージョン
- ベルズ（英語版） - 1972年にシングル盤として発売。『RPM』誌のポップ・チャートでは最高位83位、カナディアン・アダルト・コンテンポラリー・チャートでは最高位2位を獲得[25]。
- スティーヴ・マーティン - 1978年に公開の映画『サージェント・ペパーズ・ロンリー・ハーツ・クラブ・バンド（英語版）』で歌唱。同作でマーティンは、マックスウェル・エディスン役を演じた。